# Eresus hermani
Eresus hermani – gatunek pająków z rodziny poskoczowatych. Zamieszkuje Europę Środkową.

## Taksonomia
Gatunek ten opisany został po raz pierwszy w 2015 roku przez Gábora Kovácsa, Istvána Prazsáka, Jánosa Eichardta, Gábora Váriego i Henrika Gyurkovicsa na łamach „ZooKeys”. Wcześniej należące doń okazy oznaczano błędnie jako Eresus cinnaberinus i Eresus kollari. Jako lokalizację typową wskazano Remete-hegy, wzgórze w węgierskim Budapeszcie. Epitet gatunkowy nadano na cześć Otta Hermana, węgierskiego arachnologa.
Według publikacji Milana Řezáča i innych z 2021 roku E. hermani powinien zostać uznany za młodszy synonim opisanego w 1846 roku przez Pietro Rossiego Eresus fulvus, jednak żadne kroki taksonomiczne w tym względzie nie zostały podjęte.

## Morfologia

### Samiec
Samce mają prosomę długości od 2,9 do 4,1 mm. Karapaks jest ciemnordzawobrązowy, porośnięty długimi włoskami czarnymi i rozproszonymi wśród nich krótkimi włoskami białymi, a ponadto z wąskimi pasemkami czerwonych włosków na krawędziach bocznych części tułowiowej, nigdy nie wkraczającymi na stronę grzbietowo-tylną. Część głowowa karapaksu jest nieznacznie szersza od tułowiowej i słabo ku przodowi rozszerzona, wyniesiona ze spłaszczonym obszarem między oczami tylnych par. Czarniawobrązowe szczękoczułki porośnięte są niemal przylegającymi, długimi włoskami czarnymi, a w części nasadowo-przedniej także rozproszonymi włoskami białymi. Odnóża pary pierwszej i drugiej są ciemnopomarańczowobrązowe, generalnie owłosione czarno z wąskimi półobrączkami białego owłosienia na wierzchołkach ud, rzepek i nadstopi, w przypadku drugiej pary ponadto z czerwonym owłosieniem na udach, rzepkach, a zwykle też z łatką czerwonego owłosienia na goleniach. Pozostałe pary odnóży są pomarańczowe z czerwonym owłosieniem, w przypadku nadstopi i stóp z wmieszanymi włoskami czarnymi (oprócz łatki na wierzchu nadstopi), co nadaje im odcień szarawobrązowy. Opistosoma (odwłok) jest z wierzchu czerwona z rozproszonymi włoskami białymi i z dwoma parami czarnych kropek mniej lub bardziej ciągle obramowanych białymi włoskami, od spodu natomiast czarna z nielicznymi czerwonymi włoskami na wieczkach płuc książkowych.
Nogogłaszczki samca cechują się szerokim, silnie pomarszczonym konduktorem z głęboką, wąską, v-kształtną do wąsko-u-kształtnej bruzdą, szerokim, tępym, silnie i gwałtownie zagiętym ząbkiem terminalnym oraz nieco krótszą od niego, wysoką, kolczastą lamellą.

### Samica
Samice mają prosomę długości od 6,6 do 9,9 mm. Karapaks jest wyniesiony, zwłaszcza w części głowowej, ubarwiony ciemnopomarańczowobrązowo oraz gęsto zarośnięty długimi włoskami czarnymi i krótkimi włoskami białawymi do jasnobrązowych. Szczękoczułki są ciemnopomarańczowobrązowe, na przedzie części nasadowej owłosione jak karapaks. Odnóża są rdzawoczerwone, o stopach owłosionych czarno oprócz łatki jasnych włosków u nasady, a pozostałych członach owłosionych czarno z udziałem rozproszonych włosków jasnobrązowych, coraz mniejszym ku ostatniej parze. Opistosoma (odwłok) ma czarniawobrązowy oskórek porośnięty długimi włoskami czarnymi, na przedzie wierzchu z wmieszanymi w nie rzadkimi włoskami jasnymi.
Płytka płciowa ma nieco szerszy niż połowa jej szerokości, sięgający daleko poza tylną krawędź dołka epigynalnego płat środkowy. Za tylną krawędzią zagłębienia epigynalnego leży para lekko pomarszczonych wypłaszczeń po bokach przylegających do szczelin, które to z kolei cechują się odcinkami tylnymi pochylonymi ku linii środkowej, potem skręcającymi by biec równolegle do osi długiej płytki, a następnie na krótko zakrzywionymi przy przednich końcach. Wulwa ma wyraźnie płatowate spermateki sięgające na boki dalej niż przewody kopulacyjne, które to charakteryzują się słabo zesklerotyzowaną, zwykle zataczającą okrąg częścią przednią.

## Ekologia i występowanie
Gatunek środkowoeuropejski, znany tylko z północno-zachodniej części Węgier oraz z Czech. W Czechach zamieszkuje ciepłe, otwarte tereny o stepowym charakterze i kamienistym podłożu. Na Węgrzech znajdowany na skrajach ciepłolubnych zagajników i zarośli dębowych z zespołu Ceraso mahaleb-Quercetum pubescentis oraz na stanowiskach przejściowych pomiędzy zdegradowanymi zaroślami a kamienistymi murawami nawapiennymi z zespołu Seselio leucospermi-Festucetum pallentis.
Dojrzałość płciową pająki te osiągają na przełomie sierpnia i września. Aktywne, wędrujące samce obserwuje się w okresie rozrodczym, tj. od końca marca do końca kwietnia. Składanie jaj ma miejsce w czerwcu. Taka fenologia odróżnia E. hermani od innych węgierskich poskoczy, natomiast na obszarze Czech taką samą fenologię przejawia poskocz obrączkowany.